# Parrish Peak (Antarktika)
Parrish Peak ist ein sehr spitzer, teilweise mit Schnee bedeckter Gipfel der Enterprise Hills in der westantarktischen Heritage Range. Der 1775 m hohe Berg liegt im südöstlichen Teil der Berggruppe. Von Parrish Peak aus erstreckt sich ein etwa 3 Meilen langer Berggrat in Richtung Westsüdwest ins Horseshoe Valley, an dessen Ende der Strong Peak liegt.
Parrish Peak wurde von United States Geological Survey im Rahmen der Erfassung des Ellsworthgebirges in den Jahren 1961–66 durch Vermessungen vor Ort und Luftaufnahmen der United States Navy kartografiert. Benannt wurde der Gipfel vom Advisory Committee on Antarctic Names nach Edward N. Parrish, einem Glaziologen, der in den antarktischen Sommern 1964–65 und 1965–66 als Mitglied des United States Antarctic Research Program an zwei Südpol-Königin-Maud-Land-Überquerungen teilnahm.